# Peugeot Type 126
La Peugeot type 126 double phaéton est une voiture commercialisée par Peugeot en 1909 à l'époque d'Armand Peugeot (1849-1915), fondateur des automobiles Peugeot en 1889.